# 夏 (元末)

夏
大夏

夏（か、1363年 - 1371年）は、元末から明初に四川省で創建された王朝。皇帝の姓から明夏とも呼ばれる。
1363年に明玉珍が皇帝に即位し、国号を大夏、都を重慶に定めた。1366年に明玉珍が病死すると子の明昇が即位した。1371年、朱元璋が攻撃を開始すると投降し、夏は8年で滅亡した。